# Alejandro Bazzano
Alejandro Bazzano (La Habana, 13 de octubre de 1963) es un director de cine y series de televisión hispano-uruguayo nacido en Cuba . Es conocido por dirigir series como La casa de papel, Mar de plástico, Presunto Culpable, La Víctima número 8 e Inés del alma mía.

## Biografía
Alejandro Bazzano nació en La Habana en 1963. Tuvo una infancia y juventud nómada habiendo recorrido países como Chile, Argentina, Cuba finalmente radicándose en Uruguay para estudiar en la Facultad de Arquitectura. Dejó la carrera en tercer año para cursar sus estudios de cine en la Escuela Internacional de Cine y Televisión de San Antonio de los Baños, donde se recibió como director en 1990.
Ese mismo año regresó a Uruguay y comenzó su carrera profesional realizando más de 150 spots publicitarios. En 1995 fundó la compañía Kryptonita Films, con la que dirigió variedad de proyectos. Fue también profesor en la Escuela de Cine de Uruguay y residió en dicho país hasta 2002, cuando el país sufrió una crisis económica y el director debió migrar nuevamente.
Desde ese momento, Bazzano reside en Madrid (España) junto a su familia. Allí ha dirigido gran número de series televisivas de gran reconocimiento internacional como Mar de plástico y La casa de papel.

## Filmografía
En su filmografía, destaca:
- Atahualpa, Pájaro de la Dicha (película), 1993
- Subterráneos (película), 1996
- Agitación + IVA (serie de televisión), 2005
- Amistades peligrosas (serie de televisión), 2006
- Hospital Central (serie de televisión), 2007 y 2008
- Acusados (serie de televisión), 2009 y 2010
- Física o química (serie de televisión), 2008 y 2010
- Los misterios de Laura (serie de televisión), 2011
- Toledo (serie de televisión), 2012
- Mi gitana (serie de televisión), 2012
- El don de Alba (serie de televisión), 2013
- La Madame (serie de televisión), 2013
- Cita a ciegas (serie de televisión), 2014
- Mar de plástico (serie de televisión), 2015 y 2016
- Perdóname, Señor (serie de televisión), 2017
- La casa de papel (serie de televisión), 2017
- La víctima número 8 (serie de televisión), 2018
- No te puedes esconder (serie de televisión), 2020
- Inés del alma mía (serie de televisión), 2020
- Noche americana (película), 2022
- Travesuras de la niña mala (serie de televisión), 2022
- Se llamaba Pedro Infante (serie de televisión), 2023
- Cicatriz (serie de televisión), 2024

## Premios
- Mejor Ópera Prima: Atahualpa. Pájaro de la dicha (XI Festival Cinematográfico del Uruguay), 1993
- Mejor Documental: Atahualpa. Pájaro de la dicha (Premio Revista Revolución y Cultura. XV Festival Internacional del Nuevo Cine Latinoamericano), 1993
- Mejor Proyecto de Ficción: Subterráneos (FONA), 1996
- Mejor video de Ficción: Subterráneos (XV Festival Cinematográfico del Uruguay), 1997
- Mejor Serie: Hospital Central (Premios TP de Oro), 2007
- Mejor Serie: Física o química (Premios Ondas), 2009
- Mejor Serie: Acusados (Premios ATR), 2010
- Mejor Serie: Los misterios de Laura (Premios ATR), 2014
- Mejor Serie: Ciega a citas (Premio Números 1 de Cadena 100), 2014
- Mejor dirección: Mar de plástico (Premios Dirige), 2016
- Mejor dirección: Mar de plástico (Premios MiM series), 2016
- Mejor serie: La Casa de Papel (FestVal de Vitoria), 2017
- Mejor dirección: La Casa de Papel (Premios MiM Series), 2017
- Mejor dirección: La Casa de Papel (Premio DIRIGE), 2017
- Mejor drama: La Casa de Papel (International Emmy Awards, USA), 2018
- Mejor serie: La Casa de Papel (Ninfa de Oro, Montecarlo), 2018
- Mejor serie: La Casa de Papel (Premios Fénix, México), 2018
- Mejor serie extranjera: Presunto Culpable (Premio Magnolia. Festival Int. de Televisión de Shanghái), 2019
- Mejor Dirección de Ficción: La Víctima número 8 (Premio Iris), 2019
- Oro Mejor Miniserie: No te puedes esconder (New York Festivals TV & Film Awards), 2020
- Bronce Mejor Dirección: No te puedes esconder (New York Festivals TV & Film Awards), 2020
- Mejor serie extranjera: Inés del alma mía (Festival de Luchon, Francia), 2020